# شینیا میتسوکا
شینیا میتسوکا (انگلیسی: Shinya Mitsuoka؛ زادهٔ ۲۲ آوریل ۱۹۷۶) بازیکن فوتبال اهل ژاپن است.